# Robinson-annulering
De Robinson-annulering (annelus betekent 'ring' in het Latijn) is een organische reactie waarbij een α,β-onverzadigd cyclisch keton met een zesring wordt gevormd uit de reactie van een keton met een derivaat van butenon.
De reactie werd ontdekt door Robert Robinson, en naar hem vernoemd.
De reactie is van groot belang gebleken bij de synthese van reagentia die gebruikt worden in de totaalsynthese van natuurproducten, zoals het Wieland-Miescher-keton.

## Reactiemechanisme
Een alkylvinylketon zoals butenon is noodzakelijk in de reactie omwille van zijn dubbele functionaliteit. In eerste instantie zal het α,β-onverzadigd keton een Michael-additie door het enolaat van het keton ondergaan. De tweede stap van het proces is een intramoleculaire aldolcondensatie waarbij de cyclohexenonring gevormd wordt. Er wordt altijd een zesring gevormd, daar deze het stabielste is.